# Liaison Conques-Toulouse
 (juin 2016).
Si vous disposez d'ouvrages ou d'articles de référence ou si vous connaissez des sites web de qualité traitant du thème abordé ici, merci de compléter l'article en donnant les références utiles à sa vérifiabilité et en les liant à la section « Notes et références ».
La liaison Conques-Toulouse est un chemin de randonnée permettant de relier les villes de Conques et de Toulouse. Dans le cadre des chemins de Compostelle en France, cette liaison permet de relier la Via Podiensis et la Via Tolosana.
L'itinéraire de la liaison Conques-Toulouse emprunte successivement les sentiers de grande randonnée suivants : GR62b, GR36 et GR46.

## Étapes

### Dans l'Aveyron
- Conques
- Cransac
- Peyrusse-le-Roc
- Villeneuve d'Aveyron
- Villefranche-de-Rouergue
- Najac

### Dans leTarn
- Cordes-sur-Ciel
- Gaillac
- Rabastens

### Dans laHaute-Garonne
- Montastruc-la-Conseillère
- Toulouse

## Galerie

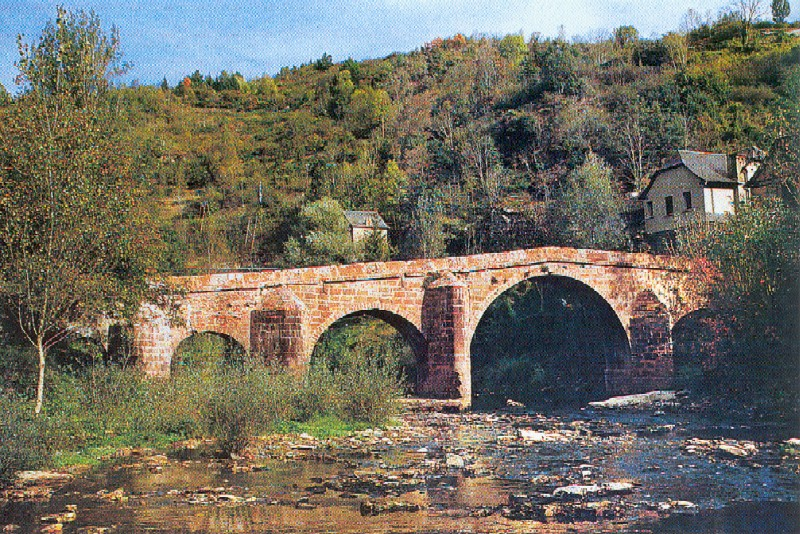
Conques, Pont sur le Dourdou.
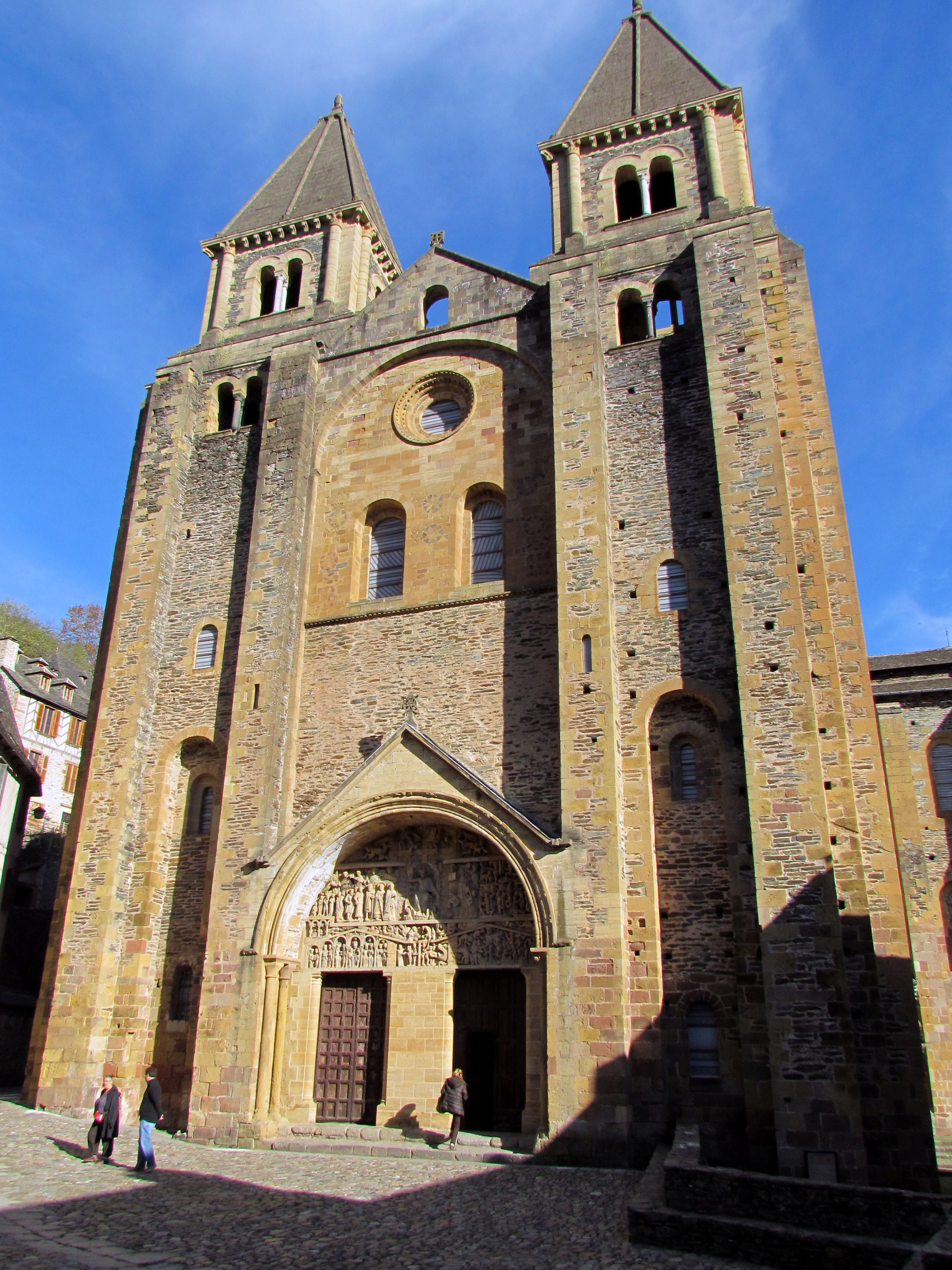
Conques, Entrée de l'Abbatiale Sainte-Foy.
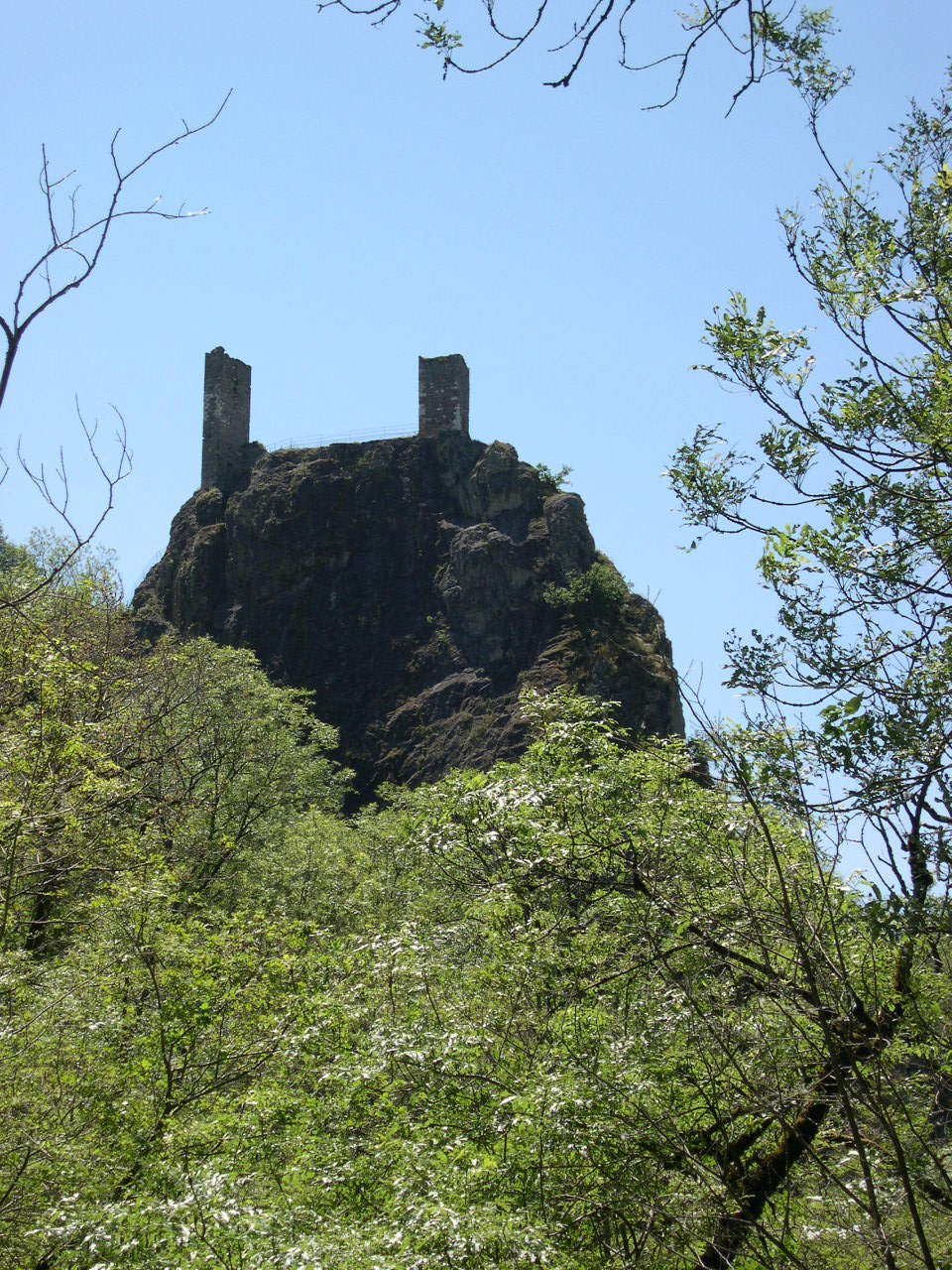
Peyrusse-le-Roc, Tours du "Roc del Thaluc".
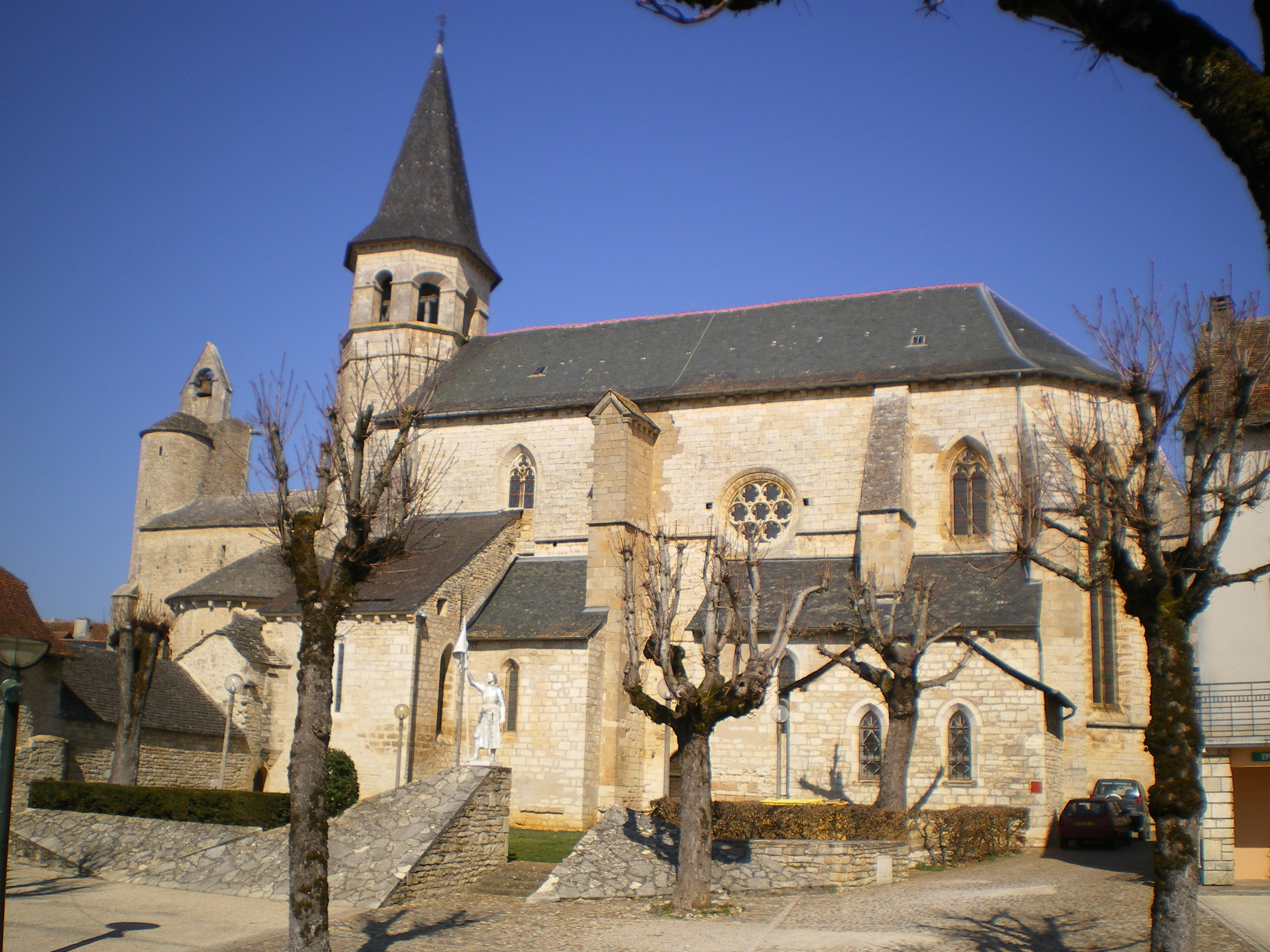
Villeneuve d'Aveyron, Église du Saint Sépulcre.
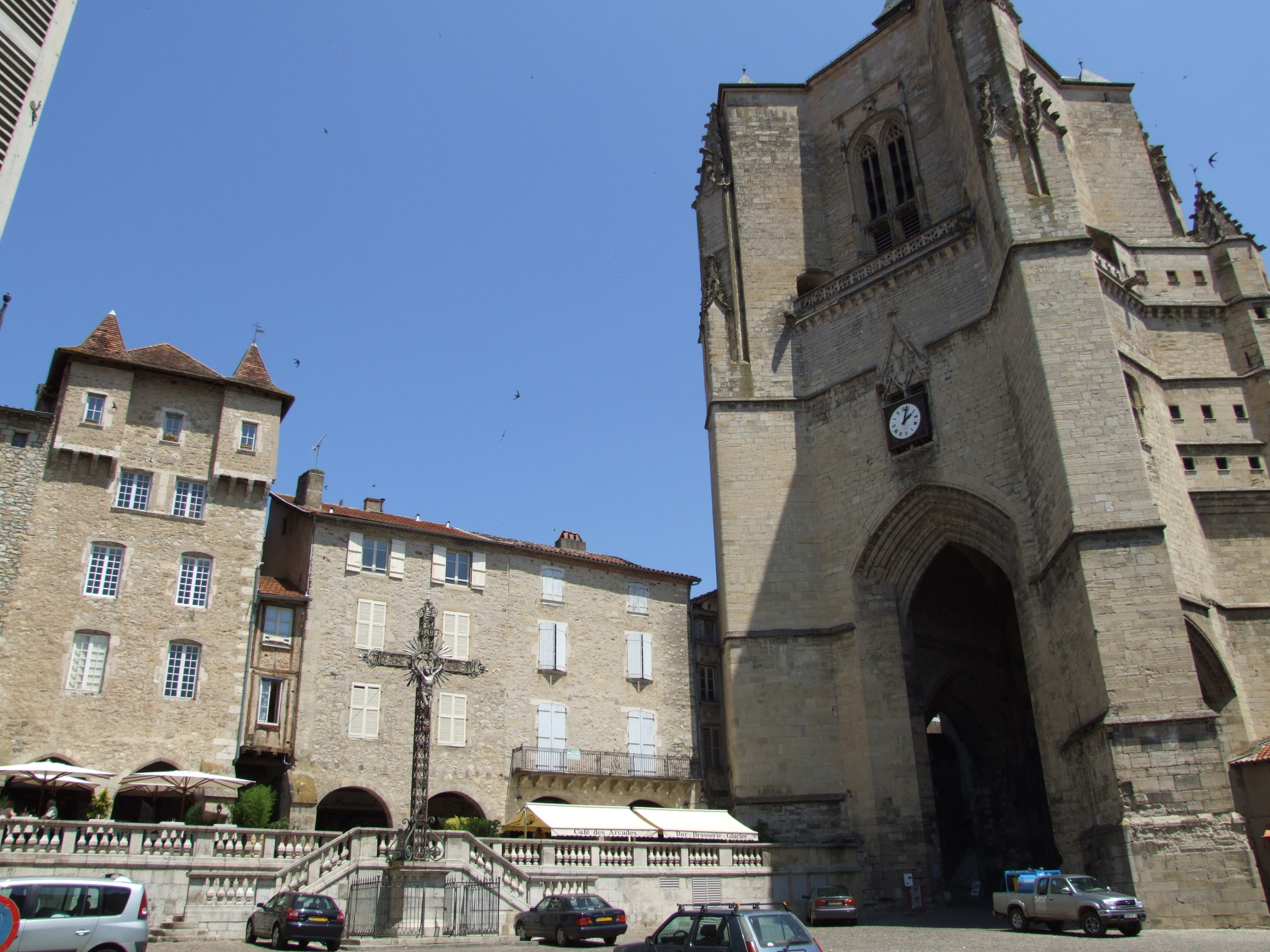
Villefranche-de-Rouergue, Collégiale Notre-Dame.
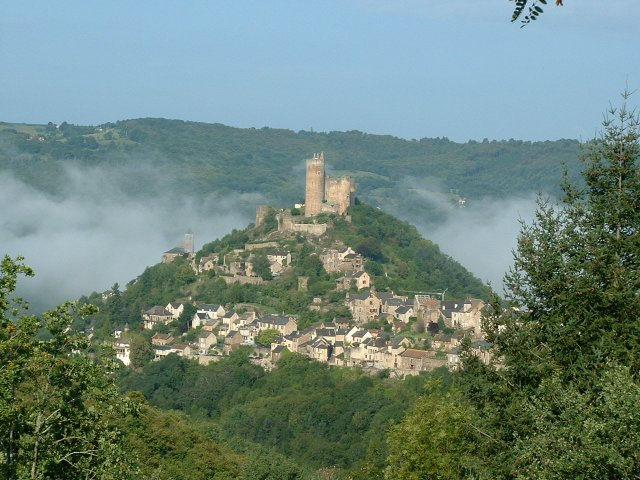
Najac, Cité médiévale.
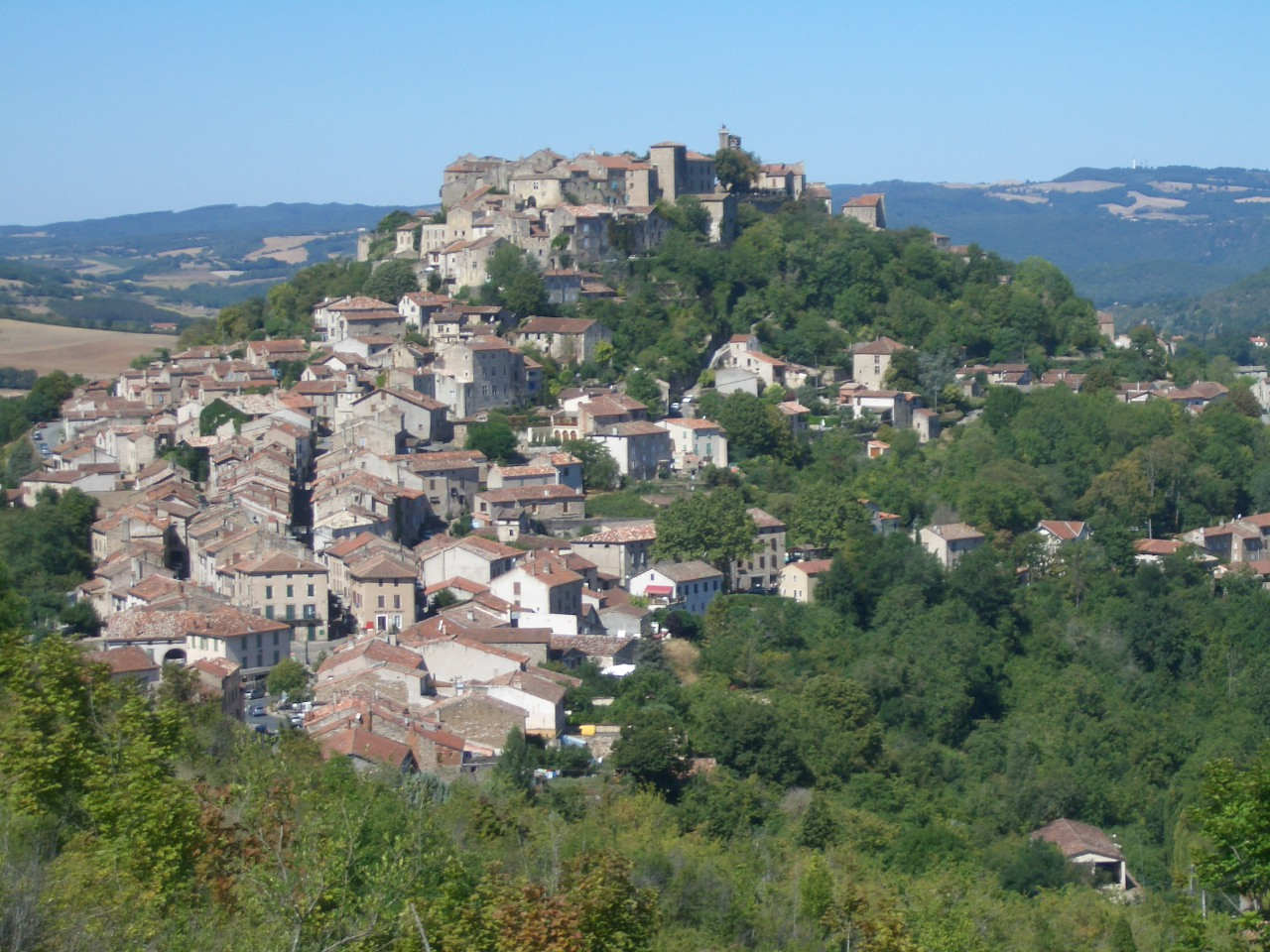
Cordes-sur-Ciel, Cité médiévale.
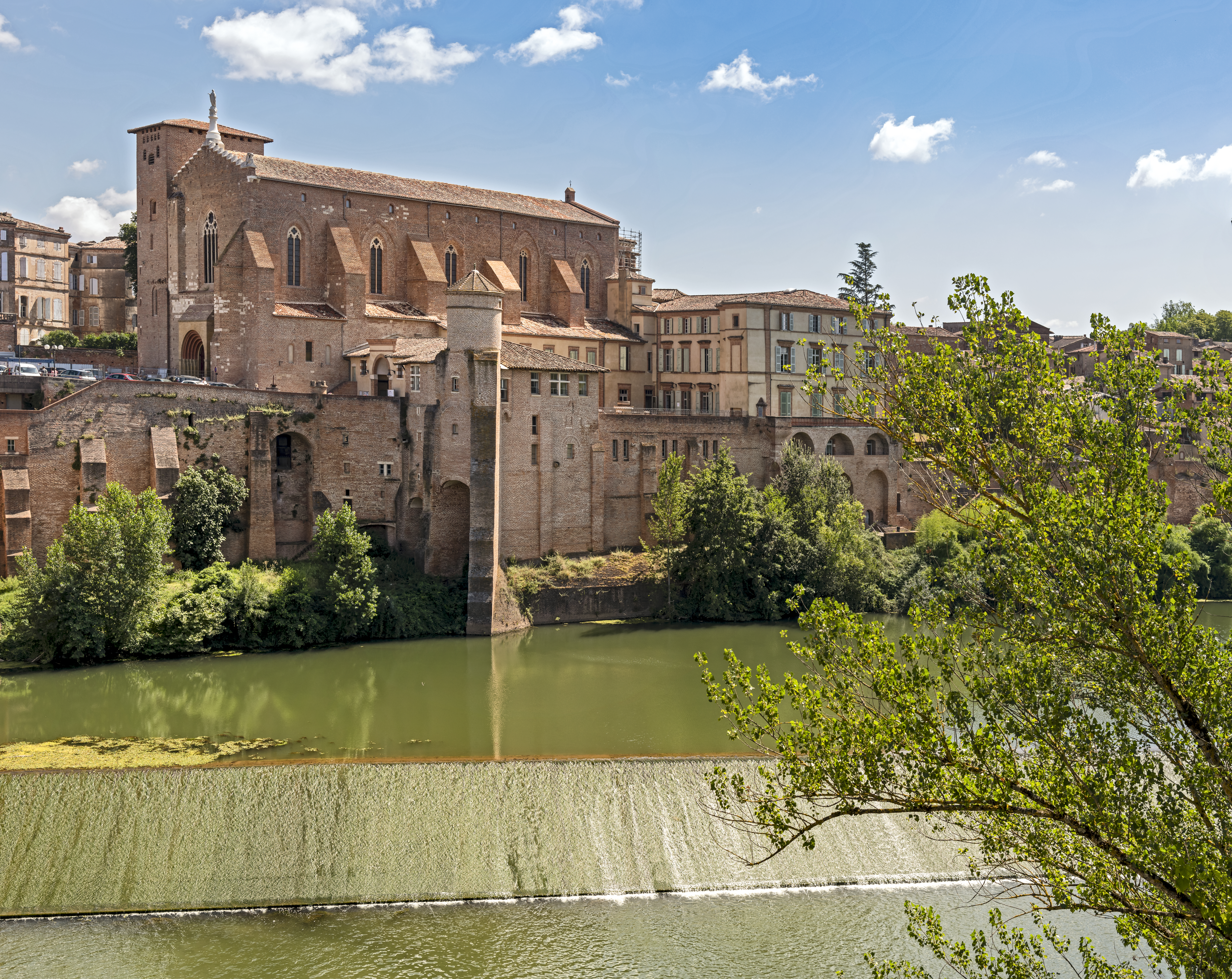
Gaillac, Abbaye Saint-Michel.
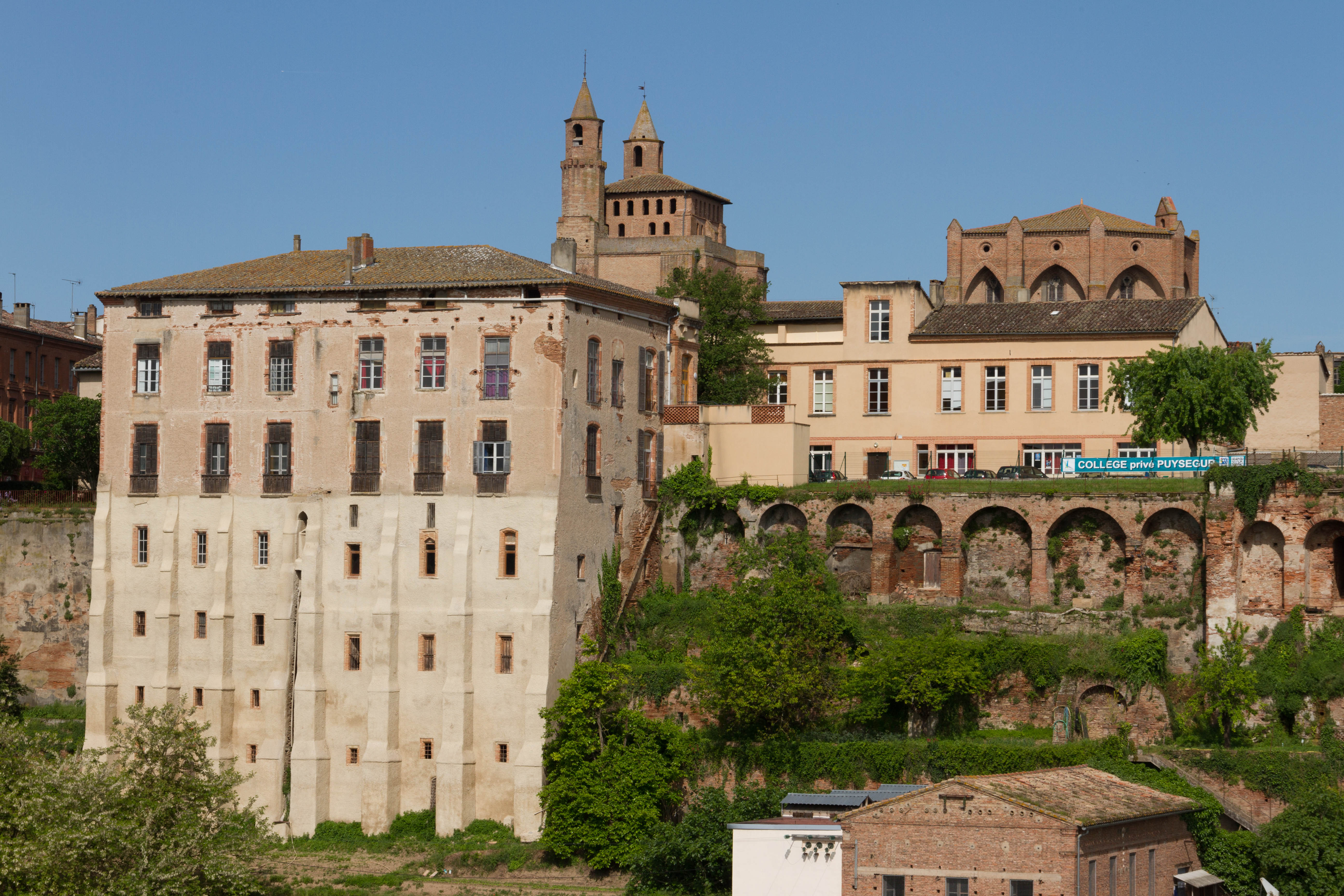
Rabastens, Rives du Tarn.
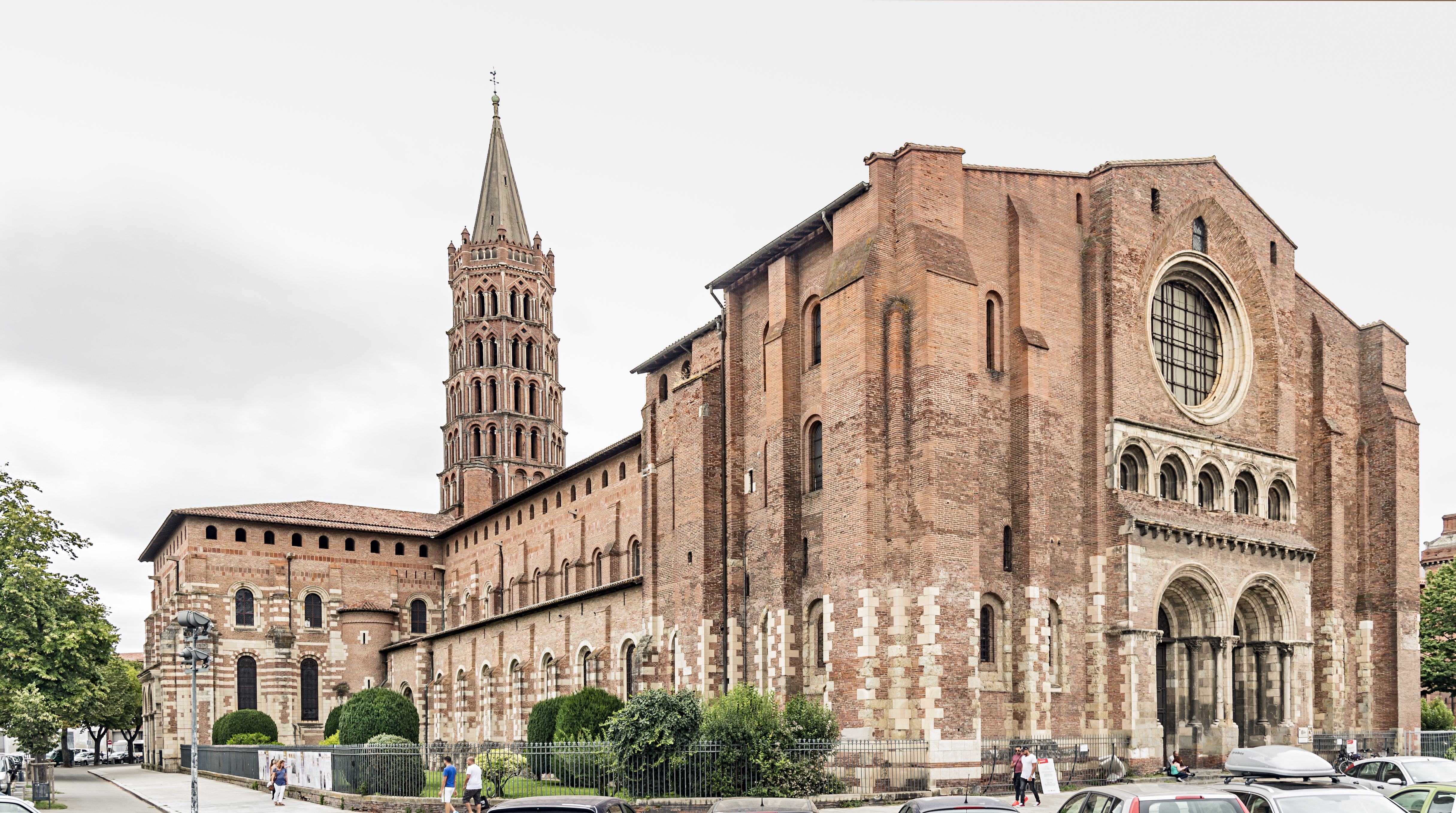
Toulouse, Basilique Saint-Sernin.